# Kirttivarman I.
Kirttivarman I. (Kīrtti-varman) bio je indijski vladar Chalukye, a vladao je od oko 566. do oko 592. Kirttivarman je bio maharadža — veliki raja (»kralj«).

## Obitelj
Otac kralja Kirttivarmana bio je kralj Pulakešin I., a brat kralj Mangaleša, koji je naslijedio Kirttivarmana. Mangalešu je naslijedio Kirttivarmanov sin Pulakešin II., nazvan po djedu. Kirttivarman je bio hinduist.